# Aucula exiva
Aucula exiva là một loài bướm đêm trong họ Noctuidae.